# Макау, Патрик
Патрик Мака́у Мусиоки (англ. Patrick Makau Musyoki; 2 марта 1985 года, Манянзаани, Восточная провинция, Кения) — кенийский легкоатлет, бегун на длинные дистанции. Серебряный призёр чемпионатов мира по полумарафону в личном первенстве в 2007 и 2008 годах. Лучший легкоатлет мира 2010 года по версии Ассоциации международных пробегов и марафонов. Экс-рекордсмен мира в марафоне с результатом 2:03.38.

## Биография
Родился 2 марта 1985 года в деревне Манянзаани в округе Мачакос, примерно в 40 километрах к востоку от Найроби. По этнической принадлежности относится к народности камба. У него есть пять братьев и одна сестра. С детства он помогал родителям работать на ферме. У Патрика было трудное детство, большую часть которого он ел всего один раз в день,  как правило,  угали или кукурузу с бобами, а иногда и вовсе ни разу. Первая школа, в которую он пошёл учиться, находилась в его деревне. В десять лет он перешёл в другую школу, которая находилась в восьми километрах от дома. До школы, которая находилась в деревне Канзалу, он добирался бегом, ежедневно по 7—8 километров по пути в школу и такую же дистанцию обратно. Иногда он прибегал домой на обед, таким образом его ежедневный пробег мог составить около 30 километров. Так продолжалось восемь лет его обучения.
После окончания школы в 1999 году он поступил в академию Киени, находившуюся в той же деревне. Во время учёбы в академии он начинает заниматься лёгкой атлетикой. Через 2 года после начала занятий бегом он начал представлять свою академию на районных соревнованиях по бегу на 1500 и 5000 метров. В 2002 году он представлял Восточную провинцию на чемпионате Кении среди учебных заведений среднего образования. На этих соревнованиях Макау занял 7-е место в беге на 5000 метров. В это же время его талант был замечен его земляками, Патриком Ивути и Джимми Муинди. Они посоветовали ему как правильно бегать, написали ему тренировочную программу и немного помогли материально. Муинди сказал, чтобы Макау рассказал ему о своих успехах через два месяца тренировок. Спустя два месяца Макау вновь встречается с Муинди и рассказывает ему о своих успехах, заявляя что хочет ещё большего результата. Джимми предлагает начинающему бегуну поселиться у него дома, чтобы он тренировался под его присмотром. Патрик переезжает к нему и тренируется там до июля 2004 года. Затем он переезжает в Нгонг, где начинает тренироваться с другими молодыми бегунами. Однако уже в феврале 2005 года он возвращается домой, не показав серьёзных спортивных результатов. Через три месяца Макау вновь возвращается в Нгонг с надеждой сделать карьеру легкоатлета.

## Спортивная карьера
Все результаты в этом и в последующих разделах приводятся в формате (ч:м.с).

### Начало карьеры (2005—2006)
Под руководством своего наставника Патрик продолжает готовиться к своим первым международным соревнованиям. В июле 2005 года он отправился в Танзанию для участия в 25-километровом пробеге Nguu Ndoto 25km race, на котором одержал победу. Спустя месяц Макау выиграл Занзибарский полумарафон с результатом 1:02.00. В результате этих двух побед Муинди разрешил ему выступить на соревнованиях в Кении. В октябре Патрик занял 4-е место на полумарафоне в Ньери, а в декабре финишировал 8-м на полумарафоне Ндакаини — трасса этого полумарафона проходит вокруг дамбы Тика.
В апреле 2006 года он отправился на соревнования в Европу, его первым стартом за пределами Африканского континента стал Тарсусский полумарафон. Уже будучи известным, Макау вспоминал: «Это был мой первый зарубежный пробег, и из-за отсутствия наставника я опоздал на старт, делая разминку. В итоге я начал бежать тогда, когда остальная группа уже стартовала и пробежала около 100 метров. Также я надел новую обувь, кроссовки фирмы Adidas, в итоге после первого километра дистанции у меня развязались шнурки на левой кроссовке, мне пришлось остановиться и завязать их. На отметке 15 километров у меня развязались шнурки на правом кроссовке, но на этот раз я решил не останавливаться». Несмотря на эти трудности Патрик выиграл полумарафон с результатом 1:02.42. В Тарсусе он познакомился со своей будущей женой Катериной Мутвой, которая заняла 2-е место на полумарафоне.
На этом пробеге также он встретил британского спортивного тренера Яна Лэдбрука, который увидел потенциал начинающего бегуна и предложил ему свои услуги. Макау соглашается, и через некоторое время переезжает в Ковентри, откуда родом Лэдбрук. Здесь он живёт и тренируется в спортивном лагере с другими бегунами. Уже 7 мая он выигрывает 25-километровый пробег BIG 25. Через шесть дней, 13 мая, становится победителем забега на 5000 метров в чешском городе Марианске-Лазне. 2 июля Макау одержал победу на 10-километровом пробеге в Лондоне, показав время 29.52, а 17 сентября выиграл Бристольский полумарафон с результатом 1:03.37. Под занавес сезона его включают в состав сборной Кении для участия в чемпионате мира по бегу по шоссе. На чемпионате он занял 26-место, показав худшее время среди своих соотечественников. Последним соревнованием в сезоне стал 10-мильный пробег Great South Run, состоявшийся 22 октября. В этом забеге он занял 4-е место с результатом 47.55.

### Расцвет карьеры (2007—2010)
Первым стартом сезона 2007 года стал 10-километровый пробег в рамках Лахорского марафона, на котором он одержал победу с результатом 28.02. 9 февраля Макау принял участие на Рас-эль-Хаймском полумарафоне. В итоге он финиширует на 2-м месте с результатом 59.13, проиграв своему соотечественнику Самуэлю Ванджиру 20 секунд, который выиграл с мировым рекордом — 58.53. После этого забега он вернулся в Кению где продолжил подготовку к следующим соревнований. 1 апреля он стал победителем Берлинского полумарафона, установив новый рекорд трассы — 58.56, который остаётся непревзойдённым и по сей день. 13 мая он выступил на соревнованиях Internationales Läufermeeting в немецком городе Плицхаузен, где выиграл дистанцию 3000 метров — 7.54,50. 29 июля Патрик выходит на старт Боготинского полумарафона, где занимает 4-е место со временем 1:05.33. 9 сентября он стартует на Роттердамском полумарафоне и занимает там 2-е место — 59.19, уступив победителю Эвансу Черуйоту 7 секунд. По итогам сезона Макау включают в состав сборной Кении на чемпионат мира по полумарафону. Он становится серебряным призёром чемпионата в личном первенстве, а также чемпионом в командном зачёте. На этом чемпионате он показал время 59.02, уступив победителю Зерсенаю Тадесе 3 секунды. За второе место он получил денежный приз в размере 15 000 долларов США.
Следующий спортивный сезон начал с участия в кроссовом пробеге Great Edinburgh International Cross Country, состоявшийся 12 января. В кроссе он занял 8-е место на дистанции 9,3 км. 8 февраля Макау стал победителем Рас-эль-Хаймского полумарафона, показав время 59.35. За эту победу он получил денежный приз в размере 25 000 долларов США. Менее чем через месяц стартует на полумарафоне в городе Рединг, где побеждает с новым рекордом трассы — 1:01.19, который не превзойдён до сих пор. 15 марта становится победителем полумарафона CPC Loop Den Haag — 1:00.08. 6 апреля он во второй раз в карьере выиграл Берлинский полумарафон — 1:00.00. 5 июля он принял участие на отборочном чемпионате Кении, по итогам которого определялся состав легкоатлетической сборной для участия в Олимпийских играх в Пекине. Патрик бежал дистанцию 10 000 метров, где занял 14-е место с результатом 29.18,62 и не смог отобраться на Олимпиаду.
12 октября Патрик принял участие на чемпионате мира по полумарафону, где стал серебряным призёром в личном первенстве и серебряным призёром в командном зачёте. Он показал результат 1:01.54. Последним соревнованием в сезоне стал 15-километровый пробег Great Australian Run в Мельбурне, состоявшийся 30 ноября. Макау занял 2-е место с результатом 43.15, а победителем стал Хайле Гебреселассие — 42.40.

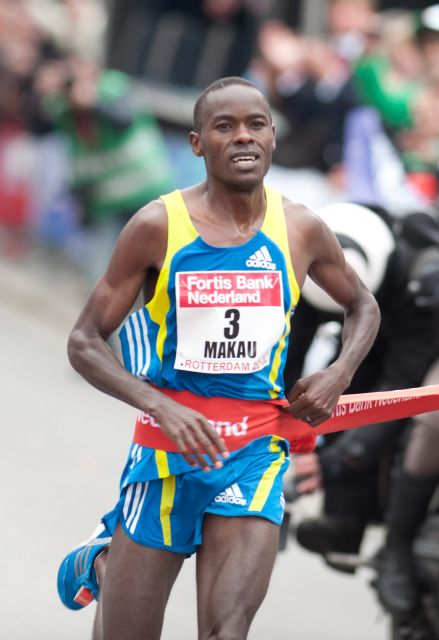
Выигрывает Роттердамский марафон 2010 года

Первым стартом в 2009 году стал Рас-эль-Хаймский полумарафон. На пробеге приняли участие многие сильные бегуны, в качестве пейсмейкера бежал кениец Мэттью Коэч. С самого старта Коэч задал высокий темп бега, отметка 10 километров была пройдена за 27.42. Вскоре после этого, эфиоп Дериба Мерга начал постепенно убегать от основной группы лидеров, единственным кто сумел подхватить его темп был Макау. На отметке 15 километров Мерга был впереди на одну секунду, однако после 18-го километра дистанции Патрику удалось обогнать эфиопского бегуна и финишировать первым с результатом 58.52. Это время стало его личным рекордом и новым рекордом трассы, который не побит до сих пор. За эту победу он получил денежный приз в размере 28 000 долларов США. После этой победы он вернулся в Кению и начал готовиться к дебюту на марафонской дистанции. В качестве своего первого марафона в карьере он выбрал Роттердамский. В итоге Макау занял 4-е место, показав время 2:06.14. В середине мая он принял участие в двух 10-километровых пробегах. 16 мая занял 2-е место на пробеге UAE Healthy Kidney 10K — 28.38, а 23 мая финишировал 7-м на пробеге Ottawa Race Weekend — 28.53. Последним соревнованием в сезоне стал Нью-Йоркский марафон, на котором он сошёл с дистанции после 15-го километра из-за травмы колена
Первым стартом 2010 года стал полумарафон Шейха Зайда в Абу-Даби, состоявшийся 7 января. Макау занял 24-е место с результатом 1:06.18. 14 марта во второй раз в карьере выиграл полумарафон CPC Loop Den Haag — 59.51. Спустя месяц Патрик принял участие на Роттердамском марафоне, на котором одержал победу со временем 2:04.48. Его победное время занимает 1-е место в топ-списке результатов марафонов за 2010 год. 26 сентября он принял участие в Берлинском марафоне. В день старта на улице была дождливая погода, температура воздуха 11° С. С самого старта был задан высокий темп бега. Однако после 15-го километра скорость бега стала падать, первая половина дистанции была пройдена лидерами за 1:02.36—1:02.37. К отметке 39 километров Макау немного сбросил темп, пропустив вперёд двух лидеров Джеффри Мутаи и Базу Ворку. Однако после 40 километров Патрик обогнал их и стал увеличивать темп, в результате чего Ворку стал отставать, а за 350 метров до финиша отстал и Мутаи. В итоге Макау выиграл с результатом 2:05.08. После финиша его поздравил тогдашний премьер-министр Кении Раила Одинга, который в это время находился с официальным визитом в столице Германии. В конце года Патрик принял участие в Гонолульском марафоне, однако не смог закончить дистанцию. В мировой серии World Marathon Majors занял 9-е место в сезоне 2009/2010.

### Мировой рекорд (2011)
Макау начал  новый сезон не столь успешно. В полумарафоне в Рас-эль-Хайме бегун финишировал на 12-м месте, его время 1:03.53. Он проиграл победителю более четырёх минут. 17 апреля он вышел на старт Лондонского марафона. За несколько километров до финиша стало очевидно, что Эммануэль Мутаи одержит победу, в то время как за 2-е место шла упорная борьба между Мартином Лелем и Макау. В ходе финишного ускорения Лель на несколько десятых долей секунды был впереди, хотя официальное время у обоих спортсменов было одинаковым — 2:05.45.
25 сентября 2011 прошёл Берлинский марафон. На нём основная борьба за победу должна была развернуться между действующим рекордсменом мира эфиопом Хайле Гебреселассие и прошлогодним победителем Патриком Макау. В день старта стояла благоприятная погода для марафона, было солнечно, а температура воздуха в момент старта составляла 10 °C. С самого начала марафона забег возглавили пейсмейкеры, целью которых было преодолеть первую половину дистанции за 1:02.00, однако пробежали её за 1:01.43. После 26-го километра дистанции Макау обогнал пейсмейкеров и переместился на вторую позицию, лидером же был Гебреселассие. После 27-го километра Патрик обгоняет эфиопского марафонца и предпринимает попытку оторваться от него. Хайле не смог поддержать его темп и начал отставать, а спустя 200 метров у него начались проблемы с дыханием и он был вынужден прекратить бег. Спустя минуту он продолжил бег, но на 35-километре был вынужден окончательно сойти с дистанции. Тем временем Макау был единоличным лидером забега, и в итоге стал победителем с новым мировым рекордом — 2:03.38. Это было на 21 секунду быстрее предыдущего рекорда 2:03.59.
Таблица промежуточных результатов рекордного марафона
| Отметка, км | 5     | 10    | 15    | 20    | 21,0975 | 25      | 30      | 35      | 40      | 42,195  |
| ----------- | ----- | ----- | ----- | ----- | ------- | ------- | ------- | ------- | ------- | ------- |
| Время       | 14.37 | 29.17 | 43.52 | 58.30 | 1:01.44 | 1:13.18 | 1:27.38 | 1:42.16 | 1:57.15 | 2:03.38 |

### За бортом Олимпиады и период травм (2012—2013)
Олимпийский сезон 2012 года начал с участия в полумарафоне Гранольерса, состоявшимся 5 февраля. Макау был одним из фаворитов этого забега, однако за 500 метров до финиша испанский бегун Карлес Кастильехо начал финишное ускорение и сенсационно выиграл полумарафон, оставив кенийца на втором месте с результатом 1:02.40. После финиша Патрик объяснил, что холодная погода (4 °C) не является для него комфортной. 22 апреля он принял участие в Лондонском марафоне. На шестнадцатом километре дистанции он был вынужден прекратить бег из-за боли в подколенном сухожилии. Спустя три дня после марафона, 25 апреля, федерация лёгкой атлетики Кении объявила, что Патрик Макау не вошёл в состав сборной для участия в Олимпийских играх. Также глава Федерации заявил, что у Макау всё ещё остаётся шанс поехать на Олимпиаду, если кто-то из членов основной сборной получит травму. Никто из марафонской сборной Кении не получил травму до Олимпийских игр, вследствие чего Патрик не выступил на Олимпиаде.
20 мая он принял участие в 10-километровом пробеге Great Manchester Run, на котором занял 5-е место — 28.21. 2 сентября выступил на 10-мильном пробеге Tilburg Ten Miles, где финишировал на 3-м месте. Последним соревнованием уходящего года стал Франкфуртский марафон. На протяжении почти всей дистанции Макау бежал в лидирующей группе. На отметке 30 километров он занимал 5-е место с отставанием в 1 секунду от лидера Дерессы Чимсы из Эфиопии. К отметке 34 километра Чимса увеличил отрыв от бегущего на 2-м месте Макау до 50 метров. Следующие 5 километров дистанции Патрик бежал на 2-м месте, постепенно сокращая отрыв, и к 39 километру он сначала поравнялся с эфиопом, а затем начал отрываться от него. Макау финишировал победителем, показав время 2:06.08 и опередив серебряного призёра на 44 секунды.
В 2013 году его единственным соревнованием стал Лондонский марафон. Беспокоящая его травма колена дала о себе знать с первых метров дистанции. На отметке 5 километров его отставание от группы лидеров было 5 секунд, на отметке 10 километров уже 40 секунд. Далее отставание увеличивалось, и в итоге он пересёк финишную линию на 11-м месте с результатом 2:14.10. Это время является худшим в его карьере.

### Карьера после травмы (2014—настоящее время)
Из-за восстановительного периода после травмы, Макау был вынужден не выступать на соревнованиях в течение 16 месяцев, из которых половину он вообще не тренировался. Его первым стартом после восстановления стал пробег Beach to Beacon 10K, который прошёл 3 августа 2014 года. На этом пробеге он занял 4-е место с результатом 27.57. В сентябре стало известно, что 19 октября он выступит на полумарафоне в Валенсии, а 7 декабря на марафоне в Фукуоке. На Валенсийском полумарафоне он занял 23-е место с результатом 1:04.48. Фукуокский марафон стал его первым марафоном за последние 20 месяцев. Во время забега он был в числе лидеров с самого старта, и отметку в 35 километров он преодолевает в упорной борьбе с монголом Бат-Очирын Сэр-Одом и эфиопом Раджи Ассефой. После 37-го километра Бат-Очирын делает попытку оторваться от них, но спустя километр Макау догоняет его и уже сам выходит в лидеры и в итоге побеждает с результатом 2:08.22.
20 апреля 2015 года выступил на Бостонском марафоне, однако был вынужден прекратить бег вскоре после отметки 5 километров. 6 декабря во второй раз подряд стал победителем Фукуокского марафона — 2:08.18.

## Личная жизнь
Вместе с женой Катериной воспитывают дочь Кристину (2008 г. р.) и сыновей-близнецов Лабана и Лабета (2012 г. р.). В настоящее время проживает в Нгонге. В свободное время любит слушать песни, в частности на языке суахили, госпел, а также музыку народа Камба. Заработанные деньги он вкладывает в развитие собственного бизнеса. В частности, он инвестировал средства в строительство жилого комплекса в Найроби и нескольких коммерческих зданий в Мачакосе. Ему также принадлежат плантации по выращиванию кукурузы, кофе и бананов. Кроме того, он работает в тренировочном лагере в городе Кангундо, где тренирует бегунов на длинные дистанции.

## Тренировки
Тренируется самостоятельно в окрестностях Нгонга, рельеф местности можно охарактеризовать как плоское высокогорье. Вместе с ним в одной группе тренируются начинающие спортсмены. В среднем он ежедневно пробегает по 18—22 километра. Любимая тренировка 10 x 2000 метров за 5:40, а между сериями бег трусцой около 200 метров. Одна из самых жёстких тренировок — это серия 15 x 1 км. Макау описывает эту тренировку как «убийственная серия».

## Результаты марафонов
| Год  | Соревнование          | Место | Время 0(ч:м.с) |
| ---- | --------------------- | ----- | -------------- |
| 2009 | Роттердамский марафон | 4-е   | 2:06.14        |
| 2010 | Роттердамский марафон | 1-е   | 2:04.48        |
| 2010 | Берлинский марафон    | 1-е   | 2:05.08        |
| 2011 | Лондонский марафон    | 3-е   | 2:05.45        |
| 2011 | Берлинский марафон    | 1-е   | 2:03.38        |
| 2012 | Франкфуртский марафон | 1-е   | 2:06.08        |
| 2013 | Лондонский марафон    | 11-е  | 2:14.10        |
| 2014 | Фукуокский марафон    | 1-е   | 2:08.22        |
| 2015 | Фукуокский марафон    | 1-е   | 2:08.18        |